# José Montero Padilla
José Montero Padilla (Madrid, 22 de mayo de 1930-Madrid, 25 de mayo de 2023) fue un escritor y periodista español. Crítico literario, cronista de temas madrileños y segovianos y vicepresidente del Instituto de Estudios Madrileños (1998-2004).

## Biografía
Hijo de José Montero Alonso y nieto de José Montero Iglesias. Hermano de la bailaora Eugenia Montero, y padre del cervantista José Montero Reguera. Su madre, Eugenia Padilla, era hermana del compositor José Padilla Sánchez.
Doctor en Filología Románica, en el campo docente ha sido catedrático de Lengua y Literatura Españolas de institutos nacionales de enseñanza media, y director del departamento de Filología y su didáctica en la Universidad Complutense. Asimismo fue profesor numerario de Historia del Teatro en la Real Escuela Superior de Arte Dramático y de la Real Academia de Historia y Arte de San Quirce. Ingresó como socio del Casino de Madrid el 17 de julio de 1959.

## Obra
De entre su variada obra pueden seleccionarse: «Antonio Machado en su geografía» (prólogo de Rafael Morales) publicado por la Academia de Historia y Arte de San Quirce (Segovia, 1995); «Literatura y vida en Madrid: De Tomás Luceño a Enrique Jardiel Poncela» (1860-1999); «Adiós literatura, adiós» (1953-2012), publicado por el Centro de Estudios Cervantinos; «Luis Astrana Marín, fundador de la Sociedad Cervantina: Los trabajos y los días de un cervantista solitario», con José Montero Reguera, publicado por la Diputación Provincial de Cuenca (2006); «Miscelánea segovianista», con prólogo del Marques de Lozoya; o el «Diccionario de Historia de Madrid» en colaboración con José Montero Alonso y Francisco Azorín García (1997).

## Reconocimientos
Ha recibido la Encomienda de Alfonso X el Sabio y la Medalla de Plata de la Universidad Complutense de Madrid. Ganó el Premio Castillo de Chirel de la Real Academia (en 1976 y en 1984) y el Premio Ciudad Alcalá de prosa en 1978.